# Mazoni
Jaume Pla, más conocido por el seudónimo musical como Mazoni (La Bisbal d'Empordà, 1977), es un cantautor y productor musical catalán. Inició su carrera discográfica en 2004.

## Biografía
Formó su primer grupo a los 13 años, junto a Carles Sanjosé (Sanjosex), y más tarde fue cantante de Holland Park, con quien publicó los discos Welcome to Holland Park (Bankrobber, 2002) y Things were easier when we played music (Bankrobber, 2004). Abandonó la formación en 2004 para empezar su carrera en solitario.
Su primer disco bajo el nombre de Mazoni fue 7 songs for a sleepless night (Bankrobber, 2004), íntegramente cantado en inglés. En el año 2006 presenta Esgarrapada, 11 nuevas canciones cantadas en catalán entre las que destacó el sencillo No tinc temps.
Posteriormente, Si els dits fossin xilòfons salió al mercado en abril de 2007 y le permitió figurar simultáneamente en las portadas de Gasolina y Enderrock (abril 2007). En este disco encontramos la versión de Bob Dylan La granja de Paula. El siguiente elepé fue Eufòria 5 - Esperança 0, publicado en febrero de 2009.
Entre los proyectos paralelos de Jaume Pla encontramos la colaboración con Pau Riba, a quien acompañó con la Banda dels Lladres (2006). También ha dirigido el espectáculo Mazoni y las Mazoni, reinterpretando su repertorio con las voces de Helena Miquel (Facto Delafé y las Flores Azules), Bikimel y Gemma Solés.
Mazoni ha actuado en festivales como Primavera Sound, MMVV, BAM, popArb, Altavoz, Acústica, Cap Roig y Senglar Rock. En marzo de 2008 viajó a América para actuar en los festivales South By Southwest (Austin) y Canadian Music Week (Toronto). En 2010 protagonizó un maratón de conciertos en 31 días consecutivos, posteriormente inmortalizado en el disco en directo 13.31.
Mazoni publica su nuevo disco en febrero de 2011, bajo el título Fins que la mort ens separi, que se presenta oficialmente el 21 de mayo en el Palau de la Música Catalana. La presentación del disco en el Palau de la Música Catalana dentro del Festival de Guitarra marcó el punto álgido de una gira que se prolongó durante dos años. En medio, grupo también publicó el EP «Inaudit» con tres temas inéditos y puso música en la serie de TV3 « Kubala, Moreno y Manchón » (2013). Más adelante el grupo lanzaría también el sencillo Granadas muy / Purgatorio, con dos temas inéditos en clave acústica.
En 2014 Mazoni publica Sacrifique a la princesa, un disco que ha significado una verdadera revolución en el sonido de la banda, dejando de lado las guitarras para dar protagonismo a los teclados y la electrónica. Los primeros sencillos extraídos del disco, «La promesa» y «Un petó per cada cicatriu», se presentaron acompañados de remezclas a cargo de artistas como The Suicide Of Western Culture, Guillamino, Miguelito Superstar o Latzaro. Otra de las canciones, la mantra «Somos la carretera» se desarrolló hasta los 40 minutos en la llamada «versió del conductor», pensada para acompañar a los pensamientos de los automovilistas durante largos trayectos. Y finalmente «AILODIU» sería elegida dos años más tarde para cerrar la segunda temporada de la serie de TV3 Cites.
Al llegar 2015, Mazoni arroja una mirada atrás para conmemorar un año de efemérides. En marzo celebra los cinco años de la mítica gira de los 31 días con un stage creativo en Arts Santa Mònica, donde compone nuevas canciones a la vista del público. Esta doble experiencia se recoge en el libro Mazoni: 31 días de gira / 31 días cerrado (la Breve Ediciones / Bankrobber), escrito por el periodista Nando Cruz. A partir de abril, Mazoni emprende la nueva gira «Totes les històries que hem viscut», evocadora mirada atrás en la que religa los grandes éxitos de diez años de trayectoria con el momento actual de la banda. 
Con 7 songs for an endless night, publicado el 11 de marzo de 2016, regresó al inglés de la mano del productor Brendan Lynch, colaborador habitual de Paul Weller o Primal Scream. En el disco participa toda la formación habitual de Mazoni, con Aleix Bou, Miquel Sospedra, Guillermo Martorell acompañando a Jaume Pla. Además, Núria Graham colabora poniendo la voz en «Never push a sailor», Carn, os i tot inclòs (2017), Cançons robades (2018) y Desig imbècil (2019). 

## Discografía
- 7 songs for a sleepless night (Bankrobber, 2004)
- Esgarrapada (Bankrobber, 2006)
- Si els dits fossin xilòfons (Bankrobber, 2007)
- Eufòria 5 - Esperança 0 (Bankrobber, 2009)
- 13.31 (en directe, Bankrobber, 2010)
- Fins que la mort ens separi (Bankrobber, 2011)[3]
- Inaudit (single, Bankrobber, 2011)
- Magranes molt / Purgatori (single, Bankrobber, 2013)
- Sacrifiqueu la princesa (Bankrobber, 2014)
- 7 songs for an endless night (Bankrobber, 2016)
- Carn, os i tot inclòs (Bankrobber, 2017)
- Cançons robades (Bankrobber, 2018)
- Desig imbècil (Bankrobber, 2019)
- Ludwig (Bankrobber, 2021)